# 杨战韬
杨战韬（1913年—2017年1月25日），男，黑龙江虎林人，中华人民共和国政治人物，曾任吉林省人民委员会、吉林省人民政府副省长，吉林省人大常委会副主任，第六届全国人大代表。